# Nopoiulus anatolicus
Nopoiulus anatolicus är en mångfotingart som beskrevs av Hans Lohmander 1939. Nopoiulus anatolicus ingår i släktet Nopoiulus och familjen pärlbandsfotingar. Inga underarter finns listade i Catalogue of Life.